# Sankt Ruprecht-Falkendorf
Sankt Ruprecht-Falkendorf là một đô thị thuộc huyện Murau thuộc bang Steiermark, nước Áo. Đô thị Sankt Ruprecht-Falkendorf có diện tích 17,64 km², dân số thời điểm năm 2005 là 900 người.